# 400-talet

## Händelser
- 410 – Visigoterna intar och plundrar Rom.
- 451 – En koalition av romare och visigoter besegrar Attilas hunner i slaget vid Katalauniska fälten.
- 476 – Det västromerska riket går under.

## Födda
- 406 – Attila, hunnernas kung.

## Avlidna
- 451 – Theoderik I
- 453 – Attila